# 1924年シャモニー・モンブランオリンピックのスイス選手団
1924年シャモニー・モンブランオリンピックのスイス選手団（1924ねんシャモニー・モンブランオリンピックのスイスせんしゅだん）は、1924年1月25日から2月5日までフランスのシャモニーで開催された1924年シャモニー・モンブランオリンピックのスイス選手団、およびその競技結果。

## 概要
今大会は、金メダル2個、銅メダル1個の計3個のメダルを獲得した。

## メダル
| メダル | 選手名                                                                                            | 競技                 | 種目         |
| ------ | ------------------------------------------------------------------------------------------------- | -------------------- | ------------ |
| 金     | エドゥアルト・シェラー アルフレート・ヌブー アルフレート・シュレッピ ハインリッヒ・シュレッピ     | ボブスレー           | 男子4人乗り  |
| 金     | アドルフ・アウフデンブラッテン アルフォンス・ユーレン アントワーヌ・ユーレン ドニ・ヴォーシェール | ミリタリーパトロール | 男子         |
| 銅     | ジョルジュ・ゴーチ                                                                                | フィギュアスケート   | 男子シングル |